# Melanargia galathea
La galatea (Melanargia galathea (Linnaeus, 1758)) è un lepidottero appartenente alla famiglia Nymphalidae, presente in Eurasia e Nordafrica.

## Descrizione della specie

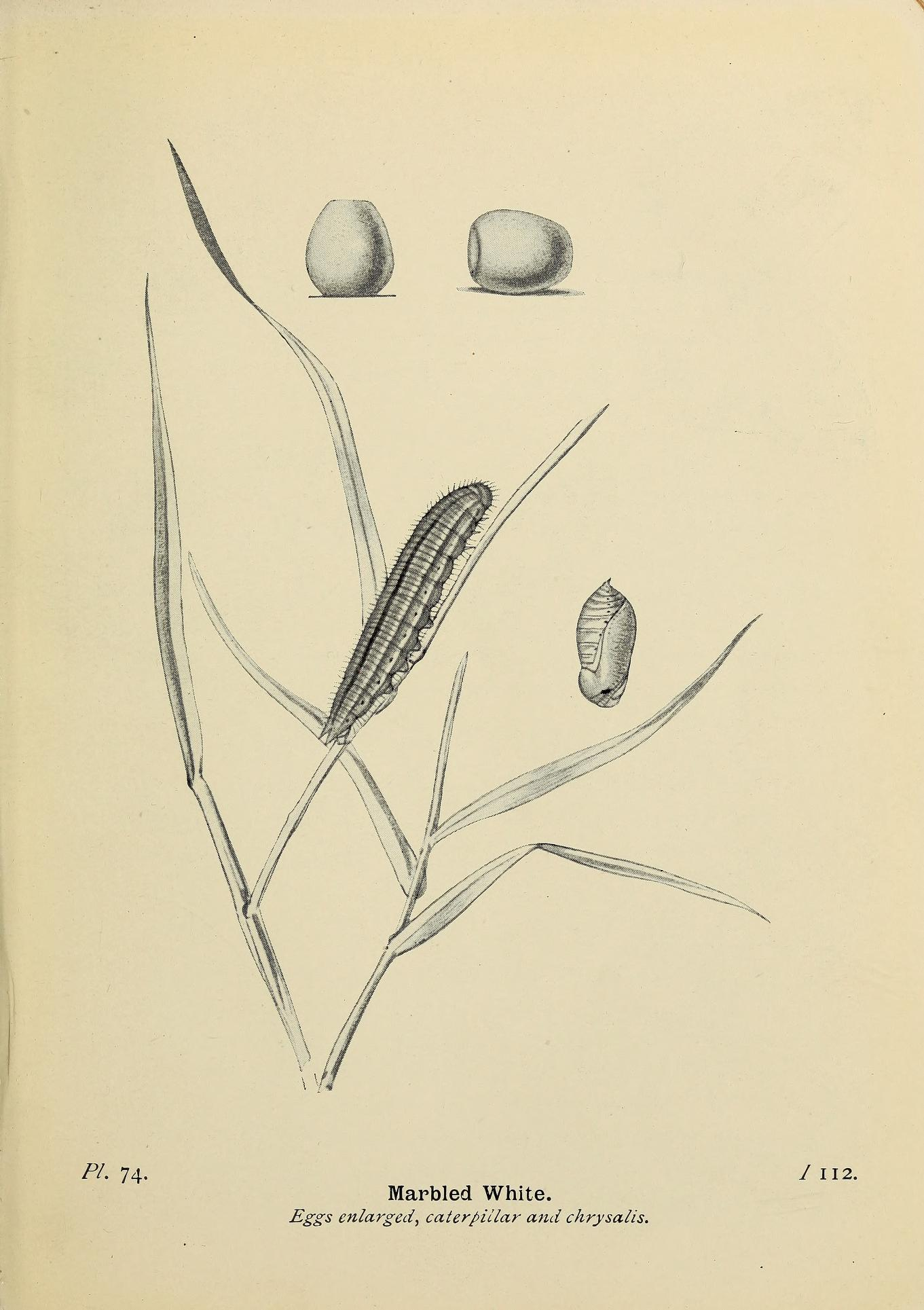
Illustrazione di uova, larva e pupa. (South, R., The butterflies of the British Isles,1906)

Nonostante il nome comune questa farfalla ha una colorazione bruna con un'apertura alare di 46-57 mm.  La parte superiore delle ali è decorata con macchie bianche e grigio-nere o marrone scuro, ma è sempre a scacchi grigio-nere o marrone scuro nelle zone basale e distale. La parte inferiore è simile alla parte superiore ma i disegni sono grigio chiaro o marrone chiaro. Nella parte inferiore delle ali posteriori è presente una fila di macchie oculari grigie. I maschi e le femmine sono abbastanza simili, tranne che alcune femmine possono avere una sfumatura giallastra nella parte inferiore delle ali e tendono ad essere leggermente più grandi.
I bruchi, pelosi, sono lunghi circa 28 mm,  di colore verde o giallo con alcune linee longitudinali strette più chiare e più scure. La testa è sempre marrone chiaro.

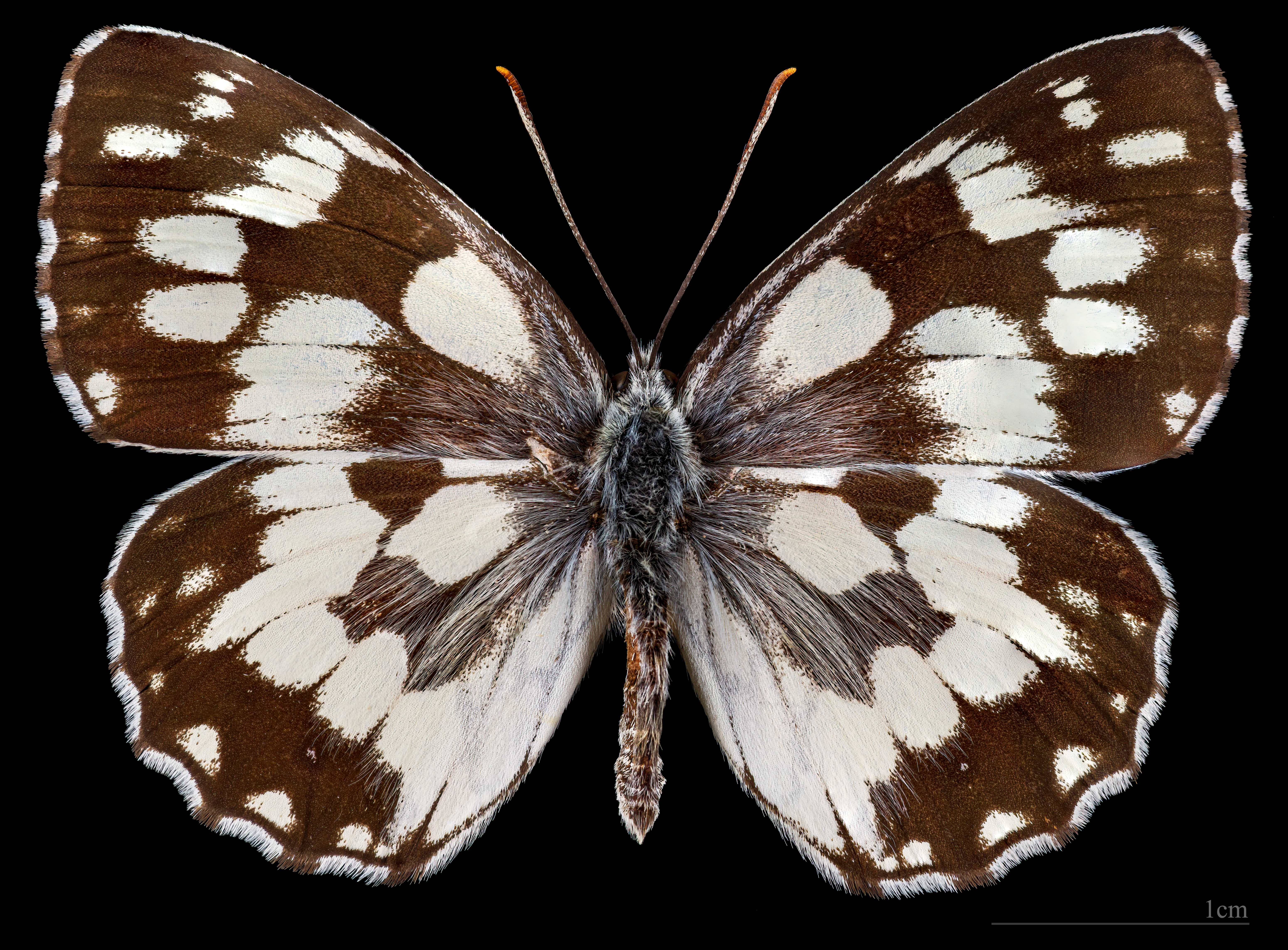
♂
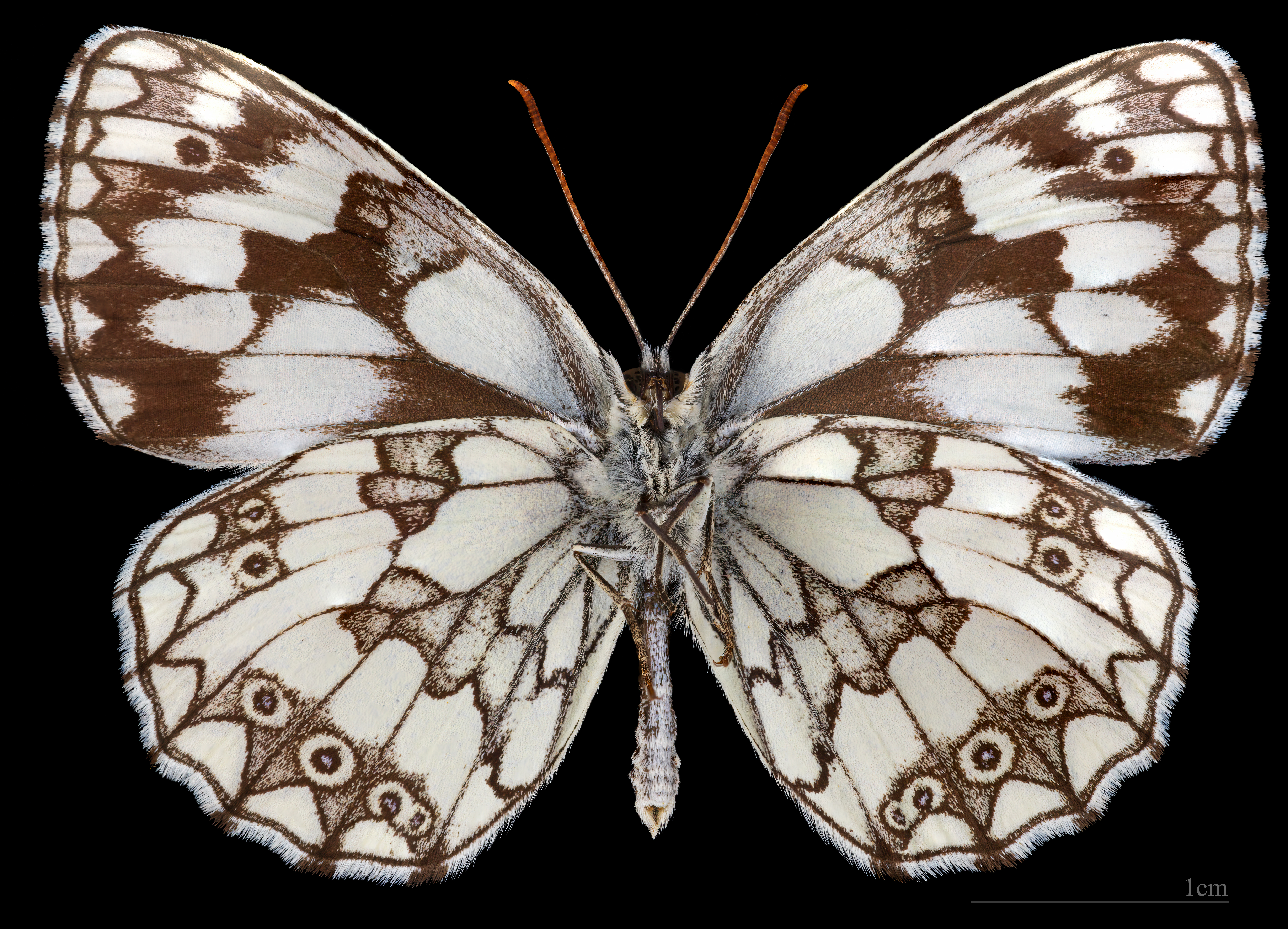
♂ △
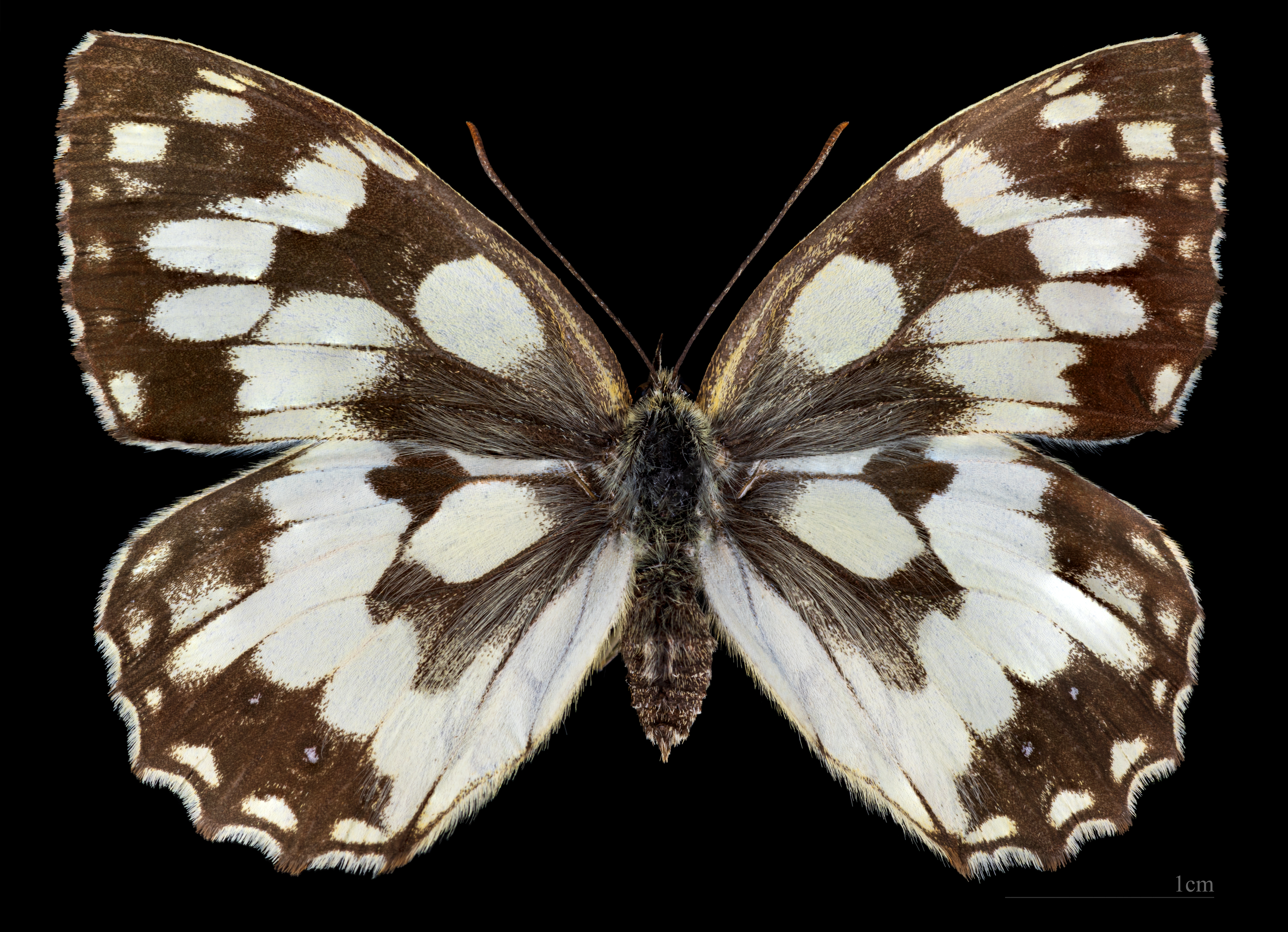
♀
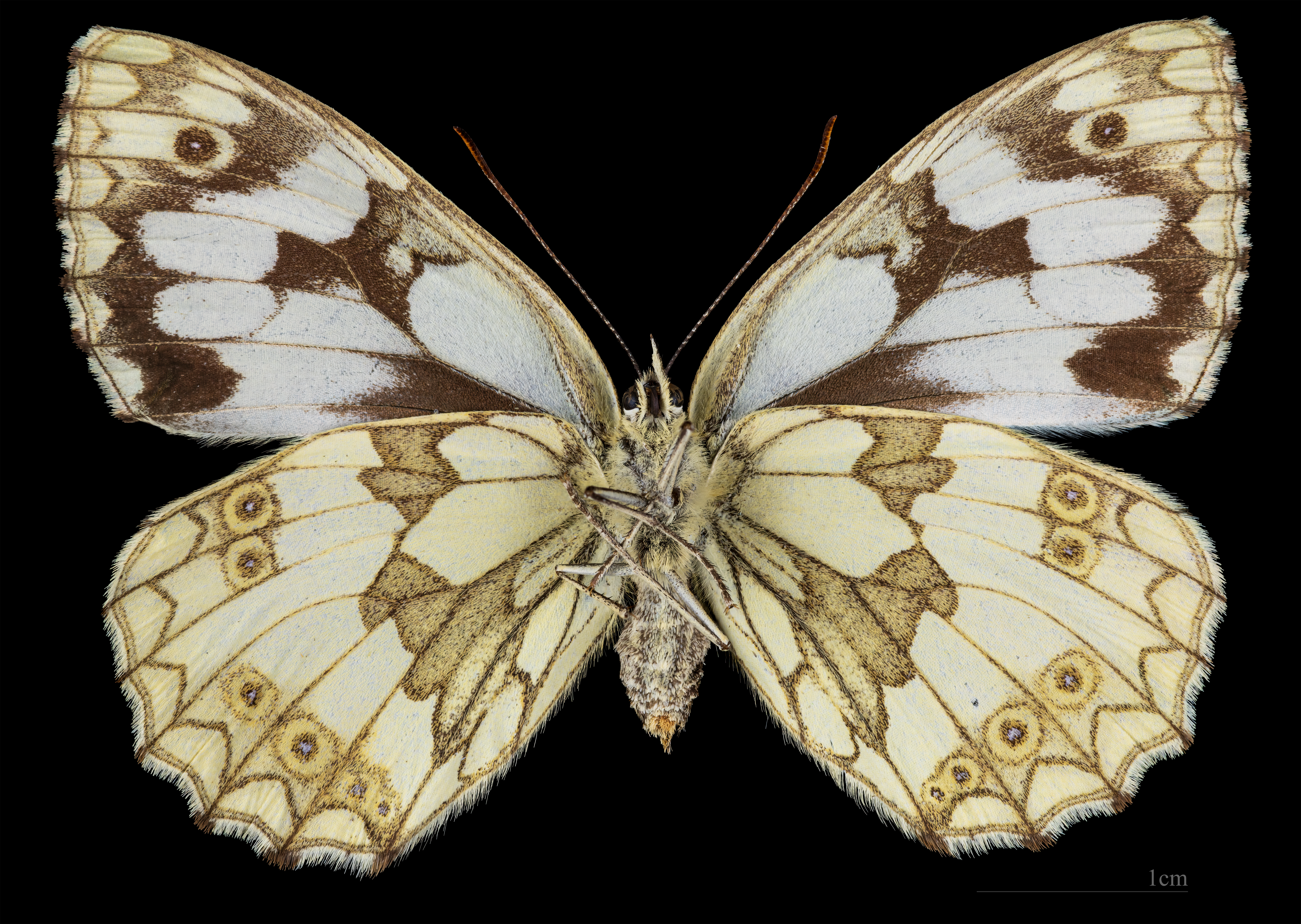
♀ △

## Ciclo vitale
Questa farfalla ha una sola generazione annuale. 
Le uova vengono deposte sull'ala, o da brevi posatoi su steli d'erba, e vengono semplicemente spruzzate tra i fili d'erba. Alla schiusa, i bruchi entrano immediatamente in letargo e si nutrono solo la primavera successiva quando si verifica la nuova crescita. Sono di colore verde, con una linea verde scuro che corre lungo la parte centrale della schiena e si nutrono di varie erbe, soprattutto graminacee.  La pupa si rinchiude in un bozzolo a livello del suolo. Gli esemplari adulti possono essere trovati dall'inizio di giugno all'inizio di settembre.

## Distribuzione
Questa specie si trova in gran parte dell'Europa, sud della Russia, Asia Minore ed Iran. In Italia è presente in tutte le regioni tranne che in Sardegna.

## Habitat
Si trova nelle radure e ai margini delle foreste, nei prati e nelle steppe ad altitudini fino a 1500-1700 m s.l.m..

## Sinonimi e binomi obsoleti
- Papilio galathea, L. 1758

## Nomi comuni
"Marbled White" è il nome comune inglese. Questa farfalla è stata anche chiamata "Our Half-mourner" da James Petiver, "Marmoris" da Benjamin Wilkes e "The Marmoress" da Moses Harris.

## Galleria d'immagini

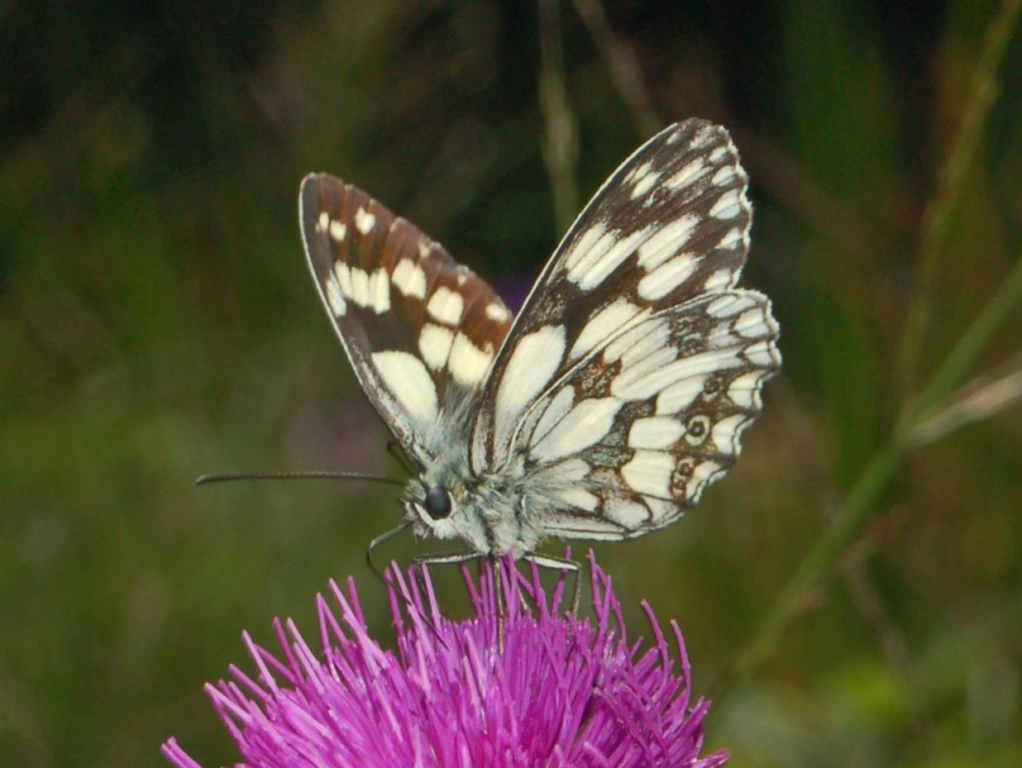
Melanargia galathea
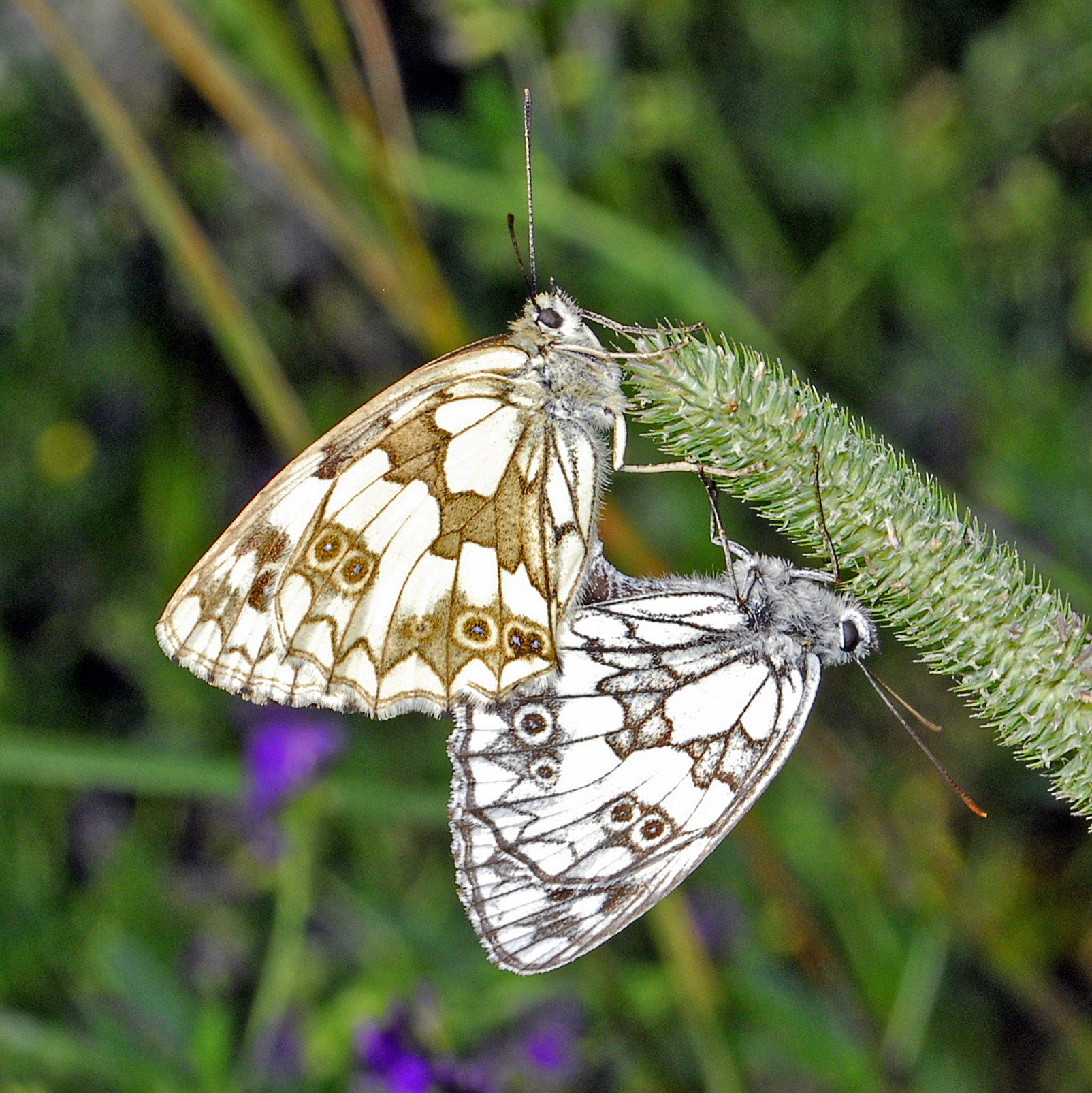
Maschio e femmina in accoppiamento
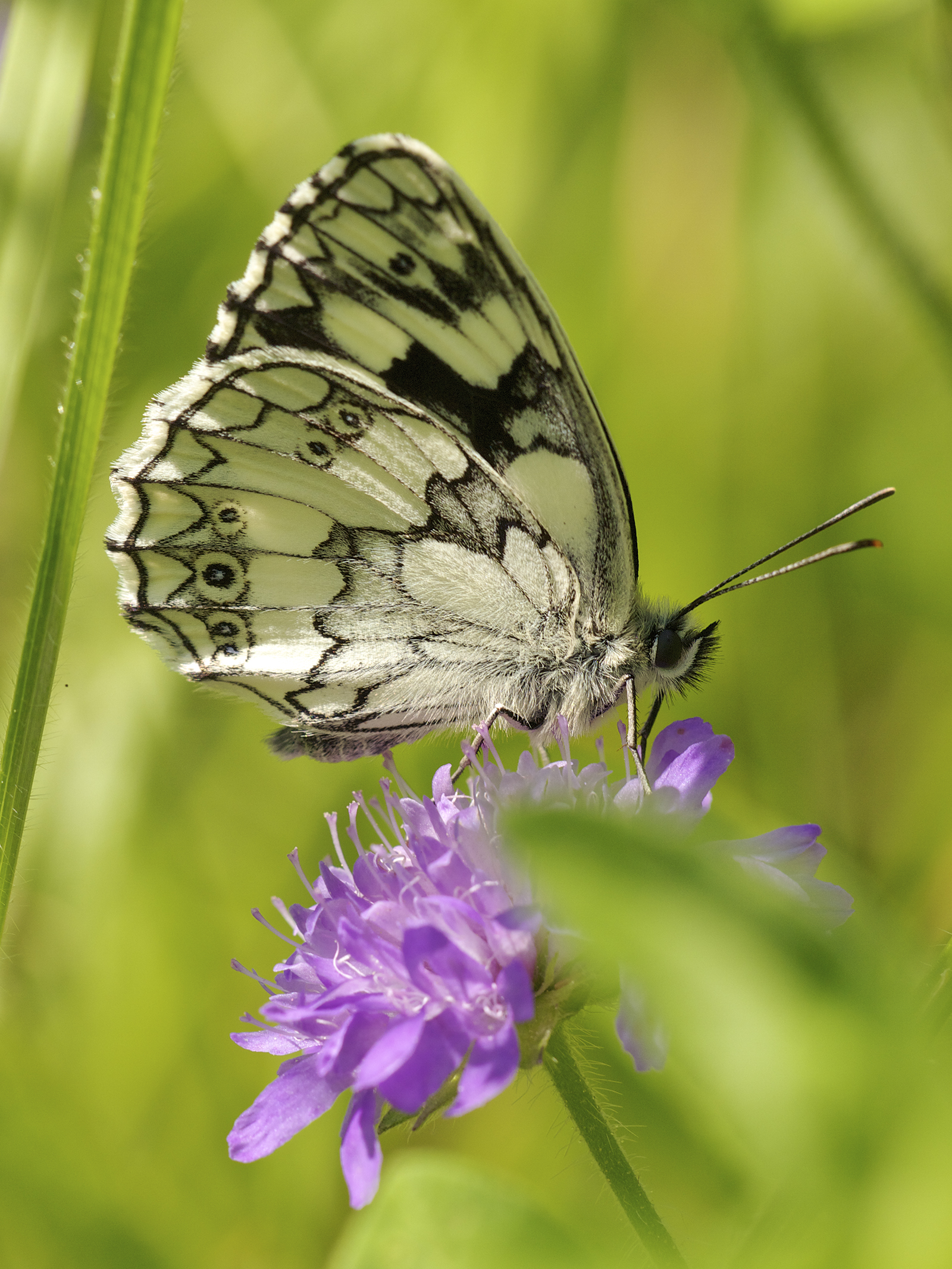
Esemplare maschio, vista laterale
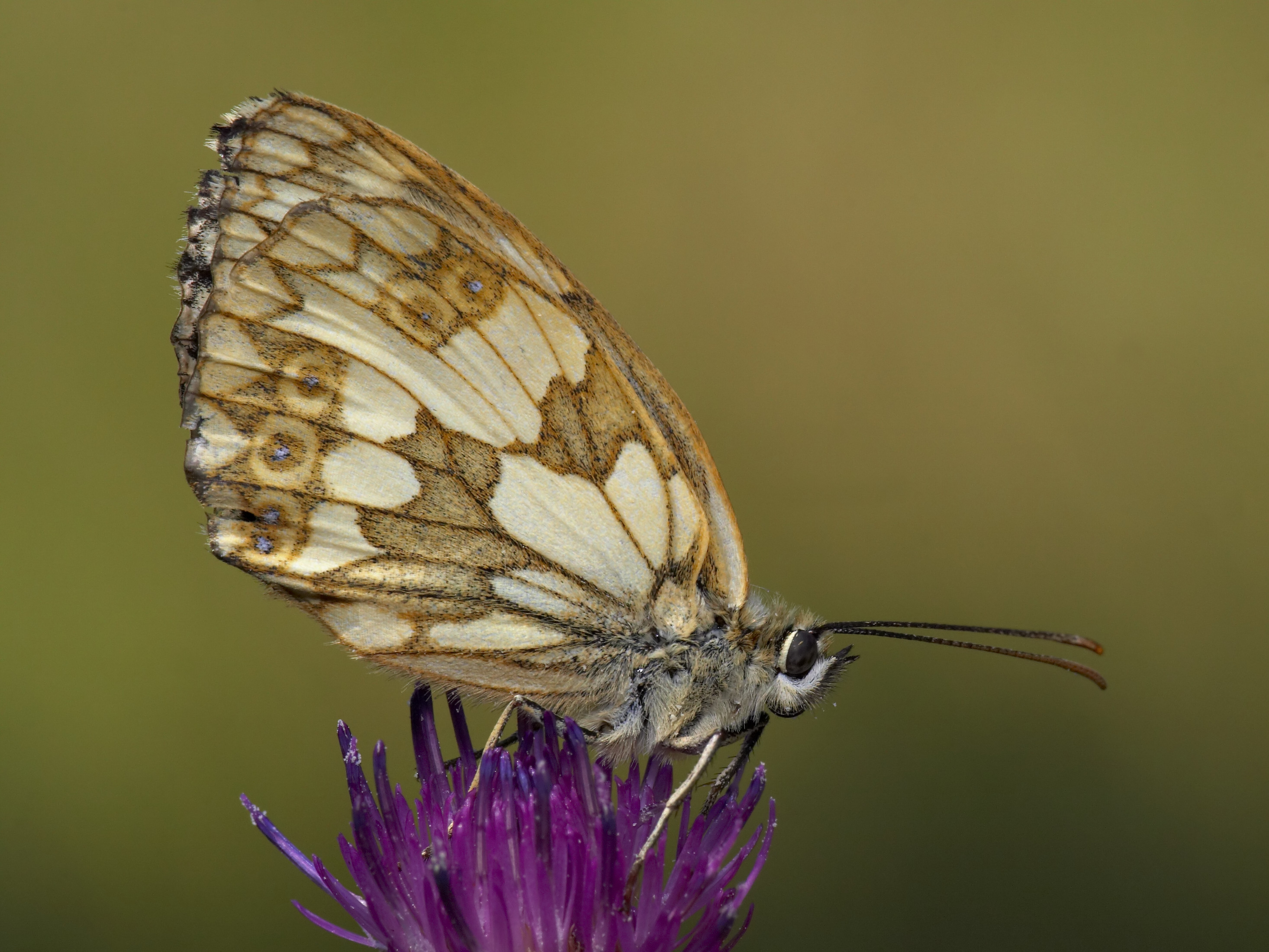
Esemplare femmina, vista laterale